# Крок (видавництво, Харків)
МП «Крок» — харківське видавництво, засноване у 1995 році. Директором і власником малого підприємства (МП) був письменник Віктор Петрович Тімченко. Видавництво спеціалізувалося на малотиражному виданні книжок за кошт авторів або спонсорів, довгий час обслуговувало Харківський осередок НСПУ, у приміщенні якого розташовувалося. Припинило існування у 2023 році у зв'язку зі смертю власника.